# Cheval d'arçons

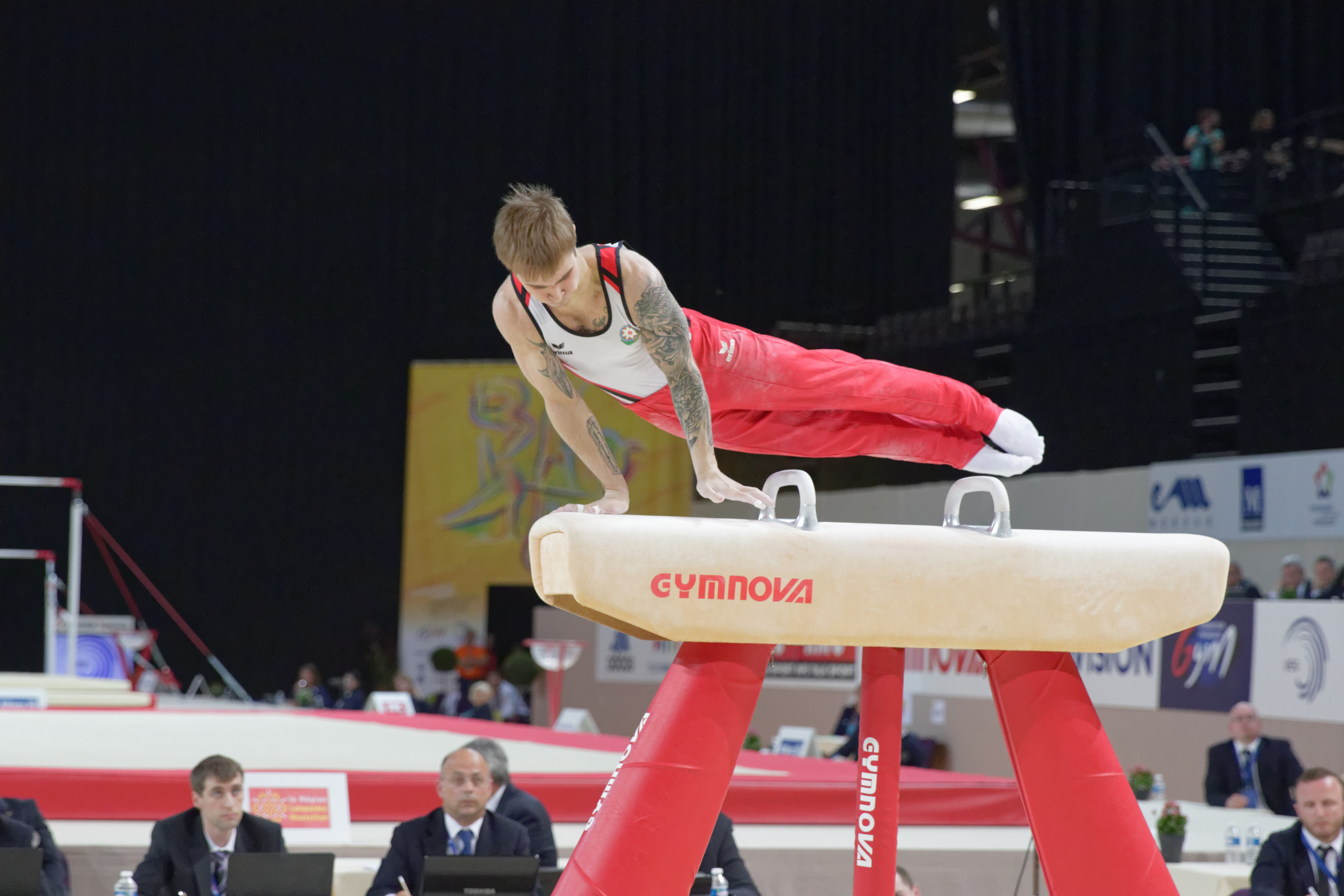
Oleg Stepko aux Championnats d'Europe de gymnastique artistique 2015.

Un cheval d'arçons est un des six agrès en gymnastique artistique masculine. Les mouvements de cet appareil sont toujours circulaires, que ce soit le mouvement de base qui est un cercle sans attraits jusqu'aux ciseaux américains.

## Origine du terme

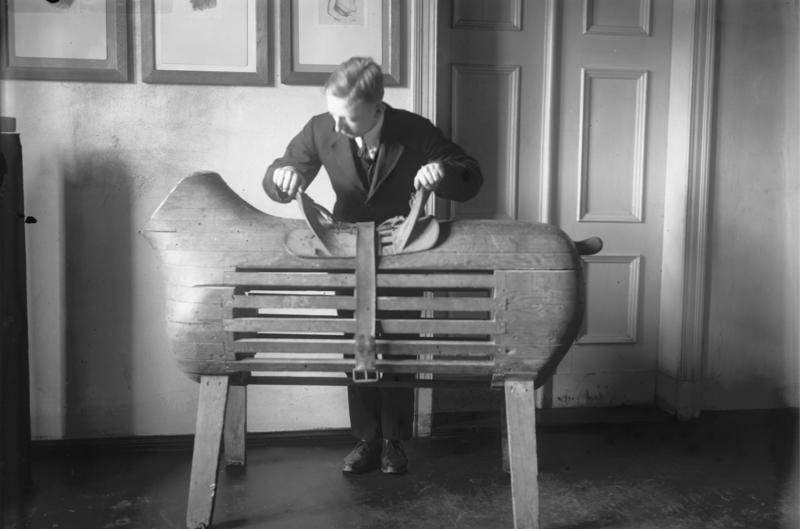
Un des premiers chevaux d'arçons.

À l'origine, le cheval d'arçons était un objet imitant le dos du cheval et servant à entreposer une selle. Un arçon est une des deux pièces de bois cintré qui forment la structure de la selle d'équitation. 
Un cheval d'arçons pouvait être une simple pièce de métal fixée au mur mais aussi un objet de bois plus imposant servant à essayer une selle en se passant de cheval. À partir de ce dernier modèle, Kurt Thomas, un gymnaste américain inventa le Thomas Flare en 1975 qu'il adapta à l'agrès de sport de gymnastique artistique masculine (GAM) du même nom et qui devint une épreuve aux Jeux olympiques.

## Figures basiques sur le cheval d'arçons
- Cercle (tout type)
- Sortie berline (sortie en demi-cercle)
- Ciseau
- Faux ciseau
- Casse noisettes (équerre jambes écartées)
- Engagé
- Dégagé